# Matrice identité
Ne doit pas être confondu avec Unité matricielle.
En mathématiques, plus précisement en algèbre linéaire, une matrice identité ou matrice unité est une matrice carrée diagonale dont la diagonale principale est remplie de {\displaystyle 1}, et dont les autres coefficients valent {\displaystyle 0}. Elle peut s'écrire : 
La matrice identité de taille {\displaystyle n} se note {\displaystyle \mathrm {I} _{n}}  : 
Il est possible de noter les coefficients de la matrice identité d'ordre {\displaystyle n} avec le delta de Kronecker : 

## Propriétés
Les matrices identité sont des matrices unitaires et sont donc inversibles et normales.
Pour toute matrice {\displaystyle A} à {\displaystyle n} lignes et {\displaystyle p} colonnes : 
La matrice identité représente l'application identité dans n'importe quelle base. Tout comme cette dernière n'a aucun effet par composition avec une application linéaire donnée, la matrice identité n'a aucun effet par produit avec une matrice. En particulier, {\displaystyle \mathrm {I} _{n}} est l'élément neutre pour la multiplication des matrices carrées d'ordre {\displaystyle n}.
Une matrice identité de taille {\displaystyle n} vérifie les propriétés suivantes : 
- Son rang vaut {\displaystyle \mathrm {rg} (\mathrm {I} _{n})=n} ;
- Son inverse est elle-même : {\displaystyle \mathrm {I} _{n}^{-1}=\mathrm {I} _{n}} ;
- Son conditionnement vaut {\displaystyle \mathrm {cond} (\mathrm {I} _{n})=1} ;
- Son déterminant vaut {\displaystyle \mathrm {det} (\mathrm {I} _{n})=1} ;
- Son polynôme caractéristique est {\displaystyle \chi =(X-1)^{n}} ;
- Son unique valeur propre est {\displaystyle 1} de multiplicité {\displaystyle n} ;
- Sa trace vaut {\displaystyle \mathrm {tr} (\mathrm {I} _{n})=n} ;
- En normes : 
  - Sa norme {\displaystyle 1} vaut : {\displaystyle ||\mathrm {I} _{n}||_{1}=\sum _{i,j=1}^{n}|\delta _{i,j}|=n} ;
  - Sa norme {\displaystyle 2} vaut : {\displaystyle ||\mathrm {I} _{n}||_{2}={\sqrt {\sum _{i,j=1}^{n}|\delta _{i,j}|^{2}}}={\sqrt {n}}} ;
  - Sa norme {\displaystyle p} vaut : {\displaystyle ||\mathrm {I} _{n}||_{p}={\sqrt[{p}]{\sum _{i,j=1}^{n}|\delta _{i,j}|^{p}}}={\sqrt[{p}]{n}}}.

## Lien avec la matrice vide
La matrice vide carrée de taille {\displaystyle 0\times 0} est une matrice unité, notée {\displaystyle ()} ou {\displaystyle \mathrm {I} _{0}}. Elle représente l'application identité de l'espace nul.